# Radio en Nicaragua
La radio en Nicaragua se encuentra diversificada, existiendo estaciones de radio en prácticamente todo el territorio nacional. La mayor parte de las radioemisoras poseen sus estudios en las principales ciudades del país.

## Historia
La radio en Nicaragua comienza el 15 de enero de 1933, cuando la Guardia Nacional de Nicaragua, durante la intervención estadounidense, desarrolla un sistema radiotelegráfico eficiente y seguro. Ese mismo día se fundó "la primera escuela de radiodifusión" por el norteamericano Hugh James Phillips quien llegó a ser director de la Radio Nacional.

### Primeras radiodifusoras comerciales
“Radio Bayer” fue "la primera radio comercial" autorizada el 27 de marzo de 1933 que operó en Managua con el eslogan "Si es Bayer es Buena". Su frecuencia era 5785 y 1230 kilociclos onda corta, 500 vatios de potencia. Tenía un perfil musical y de complacencias durante 3 horas diarias. Su propietario fue Edmundo Salomón Tefel asociado con el radio técnico alemán Ernesto Andreas.
En el año 1934 comenzó a funcionar “La Voz de Nicaragua YNLF”, propiedad del señor ingeniero Moisés Le Franc, ciudadano nicaragüense, hijo de don Luis Felipe Le Franc, de origen francés, casado en Nicaragua con una señora Delgadillo (La Prensa, 2002). Transmitía de 6:00 a 9:00 de p. m. (La Prensa, 2007). 
Un año después en 1935 se fundó  “Radiodifusora Rubén Darío”. El gerente y locutor era el señor Manuel López Escobar. Posteriormente esa radiodifusora fue comprada por el señor Constantino Lacayo Fiallos y el ingeniero Benjamín José Guerra Lupone, cuya identificación fue YNLG Rubén Darío. Fue la primera que tuvo actuaciones en vivo (hicieron sus primeras presentaciones Carlos Mejía Fajardo (padre de los hermanos Carlos y Luis Enrique Mejía Godoy), gran cantante y guitarrista y su hermano que ejecutaba el serrucho, así como Rafael Gastón Pérez) y transmisiones a control remoto, habiendo transmitido desde Ciudad de Guatemala, a través de la línea telefónica las incidencias de la visita a esa capital del general Anastasio Somoza García, cuando era presidente de Guatemala el general Jorge Ubico Castañeda, además, transmitía todas las noches a control remoto música clásica, ejecutada por un grupo de profesores de música, dirigido por el pianista Luis Felipe Urroz hijo. Estuvo instalada por algunos meses en el Gran Hotel de Managua y no la  “Radio Pilot”.

## Radio por internet
En la primera década del siglo XXI inician las primeras transmisiones de radio por internet en Nicaragua.En 2011 hay más de cincuenta estaciones de radio nicaragüenses con presencia en internet.